# Rance Howard
Harold Rance Beckenholdt (født 17. november 1928, død 25. november 2017) var en amerikansk skuespiller, filminstruktør, manuskriptforfatter. Han medvirkede som skuespiller i en række kendte film, herunder Cool Hand Luke (1967), Chinatown (1974), Splash (1984), Ed Wood (1994), Apollo 13 (1995), Independence Day (1996), A Beautiful Mind (2001), Cinderella Man (2005), Frost/Nixon (2008), Nebraska (2013) og Max Rose (2016).
Han er fader til skuespilleren og instruktøren Ron Howard og skuespilleren Clint Howard.